# Calau crestablanc
El calau crestablanc (Horizocerus albocristatus) és una espècie d'ocell de la família dels buceròtids (Bucerotidae). Habita la selva humida de l'Àfrica central i Occidental, des de Sierra Leone cap a l'est fins a l'oest d'Uganda, i cap al sud a la República del Congo i a la República Democràtica del Congo.

## Taxonomia
Era considerat l'única espècie del gènere Tropicranus (WL Sclater, 1922) però va ser considerat germà del Calau nan arran els treballs de González et al. 2013 i es va assignar al gènere Horizocerus.
S'han descrit tres subespècies:
- H. a. albocristatus (Cassin, 1848). Des de Guinea fins Costa d'Ivori.
- H. a. macrourus (Bonaparte, 1850). Des de Costa d'Ivori fins Benin.
- H. a. cassini (Finsch, 1903). Des de Nigèria fins al nord d'Angola i oest d'Uganda.

Modernament algunes classificacions han considerat l'última una espècie diferent, quedant com: 
- calau crestablanc occidental (Horizocerus albocristatus, sensu stricto).
- calau crestablanc oriental (Horizocerus cassini).